# Madatyphlops decorsei
Madatyphlops decorsei — вид змій родини сліпунів (Typhlopidae). Ендемік Мадагаскару. Вид названий на честь німецького зоолога Оскара Беттгера.

## Поширення і екологія
Madatyphlops decorsei відомі з кількох місцевостей, розташованих на півдні і заході острова Мадагаскар. Вони живуть в сухих тропічних лісах, на висоті до 1300 м над рівнем моря. Ведуть риючий спосіб життя. Живляться дрібними безхребетними. Відкладають яйця.